# آناکونداها: شکار ارکیده خونین
آناکوندا: شکار ارکیده خونین (به انگلیسی: Anacondas: The Hunt for the Blood Orchid) عنوان فیلمی آمریکایی در ژانر وحشت به کارگردانی دوولیت اچ لیتل که در سال ۲۰۰۴ اکران شد، و دنبالهٔ فیلم آناکوندا در سال ۱۹۹۷ به حساب می آید.

## داستان
داستان این فیلم سفر اکتشافی گروهی از دانشمندان به کمک یک قایق ران محلی (جانی مسنر) به جنگل‌های برنئو برای پیدا کردن یک نوع گل ارکیده با ویژگی‌های منحصر به فرد است، عصاره این گل می‌تواند عمر انسان را طولانی کند. آنان در این سفر با مارهای بزرگ آناکوندا مواجه می‌شوند و ...

## بودجه، فروش
برای ساخت این فیلم بیست میلیون دلار هزینه شد و بیش از هفتاد میلیون دلار در گیشه فروش کرد.